# Vikarkläpparna
Vikarkläpparna är skär i Åland (Finland). De ligger i Skärgårdshavet och i kommunen Kökar i landskapet Åland, i den sydvästra delen av landet. Öarna ligger omkring 69 kilometer sydöst om Mariehamn och omkring 220 kilometer väster om Helsingfors.
Arean för den av öarna koordinaterna pekar på är 0,7 hektar och dess största längd är 150 meter i öst-västlig riktning. Trakten är glest befolkad. Närmaste större samhälle är Kökar, 14,2 km nordväst om Vikarkläpparna.